# DeepDream

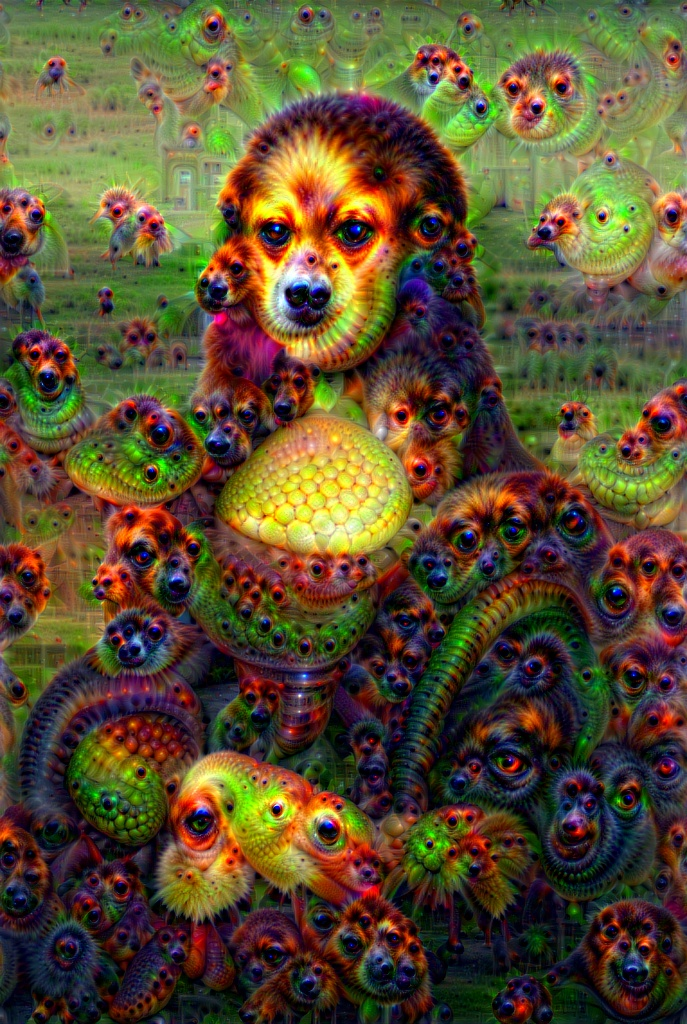
La Mona Lisa amb efecte DeepDream utilitzant la xarxa VGG16 entrenada a ImageNet.

DeepDream és un programa de visió per ordinador creat per l'enginyer de Google Alexander Mordvintsev que utilitza una xarxa neuronal convolucional per trobar i millorar patrons en imatges mitjançant pareidòlia algorítmica, creant així una aparença de somni que recorda una experiència psicodèlica a les imatges deliberadament sobreprocessades.
El programa de Google va popularitzar el terme (profund) "somni" per referir-se a la generació d'imatges que produeixen activacions desitjades en una xarxa profunda entrenada, i el terme ara fa referència a una col·lecció d'enfocaments relacionats.
El programari està dissenyat per detectar cares i altres patrons en imatges, amb l'objectiu de classificar automàticament les imatges. Tanmateix, un cop entrenat, la xarxa també es pot executar al revés, demanant-se que ajusti lleugerament la imatge original perquè una neurona de sortida determinada (per exemple, la de cares o determinats animals) doni una puntuació de confiança més alta. Això es pot utilitzar per a visualitzacions per entendre millor l'estructura emergent de la xarxa neuronal i és la base del concepte DeepDream. Aquest procediment de reversió mai és perfectament clar i inequívoc perquè utilitza un procés de mapeig d'un a molts. No obstant això, després de suficients reiteracions, fins i tot les imatges inicialment desproveïdes de les característiques buscades s'ajustaran prou perquè es produeixi una forma de pareidolia, mitjançant la qual es generen algorítmicament imatges psicodèliques i surrealistes. L'optimització s'assembla a la retropropagació, però en lloc d'ajustar els pesos de la xarxa, els pesos es mantenen fixos i s'ajusta l'entrada.